# Gustave Zidler
Pour les articles homonymes, voir Zidler.
Marie Gustave Henri Zidler, né le 28 août 1862 dans le 7e arrondissement de Paris et mort le 3 décembre 1936 à Versailles, est un poète patriotique français.

## Biographie
Fils d'Adrien Zidler (1829 1897), chef de bureau au ministère de l'Instruction Publique, il est par ailleurs le cousin du truculent fondateur du Moulin Rouge Charles Zidler.
Il accomplit une carrière conventionnelle de professeur. Reçu à l'agrégation de lettres en 1885, il enseigne successivement aux lycées de Périgueux et de Poitiers, puis au Lycée Carnot (Paris), avant de rejoindre, en 1901, le Lycée Hoche de Versailles où il exerce son magistère jusqu'à son admission à la retraite en 1927.
Il épouse le 18 mars 1891 Thérèse Girot (1866 1938), dont il a cinq enfants , Adèle, Geneviève (épouse Paul Baudard), Yvonne (épouse Joseph Casanova), Adrien et Jean-Marie (épouse Alice Routier), journaliste et écrivain sous le nom de Jean Maze.
Gustave Zidler était également homme de lettres. Après avoir fait ses premières armes comme auteur dramatique et écrivain pour la jeunesse, il consacra l'essentiel des efforts de sa plume au genre édifiant de la poésie patriotique. il appartient au groupe de la "Revue des Poètes" entre 1895 et 1931. Il fut décoré de la Légion d'honneur en 1933 et était membre du jury pour l'attribution des prix de littérature spiritualiste.
En juin 1912, il représente la France à Québec lors d'un congrès de la langue française. Ce séjour lui a inspiré l'ouvrage "Le cantique du doux parler", qui fut longtemps donné en prix dans les écoles canadiennes. A cette occasion, Gustave Zidler est fait docteur de l'Université de Laval. Son nom a aussi été donné en son honneur à un lac canadien (lac Zidler), dans le canton de Sabournin, district d'Alitibi, en remplacement du nom local de "Kamawick".

## Publications
- Le Baiser à Molière, à-propos en un acte, en vers (Paris, théâtre de l'Odéon, joué le 15 janvier 1889 à l'occasion de l'anniversaire de Molière) (Calmann Lévy, 1889), IV-17 p.
- Christophe Colomb, poème héroïque en quatre actes en vers (Calmann Lévy, 1890), II-88 p.
- Toutes les Frances, un seul cœur, pièce en un acte en vers (Impr. d'ouvriers sourds-muets), 22 p.
- Le Hochet d'or (Armand Colin, 1895), illustrations par Geoffroy, IV-280 p.
- La Légende des écoliers de France ( J. Hetzel, 1898), II-IV-269 p.
- Le Livre de la douce vie (Société française d'imprimerie et de librairie, 1900), 178 p.

- Prix Archon-Despérouses de l'Académie française en 1901
- La Terre divine, poèmes de France (Société française d'imprimerie et de librairie, 1903, rééd. 1916), 180 p.

- Prix François Coppée de l'Académie française en 1909
- L'Ombre des oliviers, le problème de la paix (Éditions de la Revue des poètes, 1905), II-71 p.
- Triomphe héroïque (Fasquelle, 1906), 23 p.
- Les Deux Frances, poésies franco-canadiennes. Souvenir des fêtes du IIIe centenaire de la fondation de Québec (Québec, impr. de L'Action sociale, 1908), VIII-53 p.
- L'Enseignement du français par le latin, mémoire présenté au 1er Congrès de la langue française en Amérique, Québec, 1912 (Vuibert, Paris - Beauchemin, Montréal, 1912), 42 p.
- Le Cantique du doux parler (Société française d'imprimerie et de librairie, 1914), XII-285 p.

- Prix Jules Davaine de l'Académie française en 1917
- La Gloire nuptiale, poèmes de la famille et de la race (Éditions de la Revue des poètes, 1925), 187 p.

- Prix Jules Davaine de l'Académie française en 1927
- Le Semeur d'amour (Éditions de la Revue des poètes, 1931), 247 p.

- Prix René-Bardet de l'Académie française en 1932
- Les Psaumes du passionné de la vie (Éditions de la Revue des poètes, 1938), 87 p.

## Sources
- Dossier de Légion d'honneur de Gustave Zidler